# Амалиенау
Амалиенау — район Кёнигсберга (нем. Amalienau), границы района: проспект Победы, ул. Лесопарковая, ул. Яналова и ул. Красная. Сейчас территория Амалиенау входит в Центральный административный район Калининграда.
Амалиенау получил имя от дворянской усадьбы. В начале XX века находился ещё за городской чертой. Бурно развивался в 1900—1920 гг. в качестве района вилл богатых жителей Кёнигсберга в соответствии с концепцией «Город-сад».

## Проектирование района
Район находился на западе Кёнигсберга и получил своё название от дворянского имения, которому ранее принадлежала эта территория. Группа архитекторов, взявшихся за планировку застройки района, составили единый план, по которому район задумывался, как «город-сад», где предусматривалась малоэтажная застройка с обилием деревьев, зачастую редких и цветущих кустарников.
Активное участие в создании «Колонии Амалиенау» принимали наиболее знаменитые на тот момент архитекторы Кёнигсберга: Ф. Ларс, Г. Хопп, К.Фрик, Ф. Хайтманн, П. Бростовски.
Участки под застройку были чётко распланированы, продумана планировка улиц. Район был распланирован нетрадиционно для прусского города, со множеством аллей, круговых площадей, извилистых улочек. До этого времени закон прусского градостроительства разрешал строительство только прямых улиц. Специально для этого проекта закон был изменён. Ни одна из улиц района не пересекается под прямым углом.
К моменту образования Амалиенау (начало XX века) и до 1914 года в Пруссии господствовал в архитектуре югендстиль (нем. Jugendstil) — так называемый «юношеский стиль», получивший популярность во многих странах Европы и Америки на рубеже XIX—XX веков. В этом стиле строилось большинство зданий Амалиенау, наряду с романтизмом и неоклассицизмом. Поэтому застраивали «колонию Амалиенау» в основном малоэтажными домиками — особняками, виллами, которые были выполнены по индивидуальным проектам архитекторов Кёнигсберга.
Особое внимание уделено было центральным улицам района: Лавскер Аллее и Кёртеаллее. По Лавскер Аллее проходила трамвайная линия, связывающая «колонию Амалиенау» с центром города.

## Правила строительства
Для строительства района были сформулированы общие правила совместной застройки:
- расстояния между домами должны быть не менее 30 и не более 35 метров;
- все виллы имеют два этажа (не считая мансардных);
- планировка вилл должна иметь общие принципы:
  - все квартиры на этаже соединяются между собой дверями «по кругу»,
  - коридор желательно осветить естественным светом, для чего архитекторы придумывают специальные хитрости вроде глубокой врезки с обратной стороны главного фасада.

Чтобы соблюсти все эти достаточно непростые требования и сохранить разнообразие архитектурных замыслов общего «исторического» стиля, все здания Амалиенау строились через единого подрядчика во главе с архитектором Хайтманном.

## Виллы

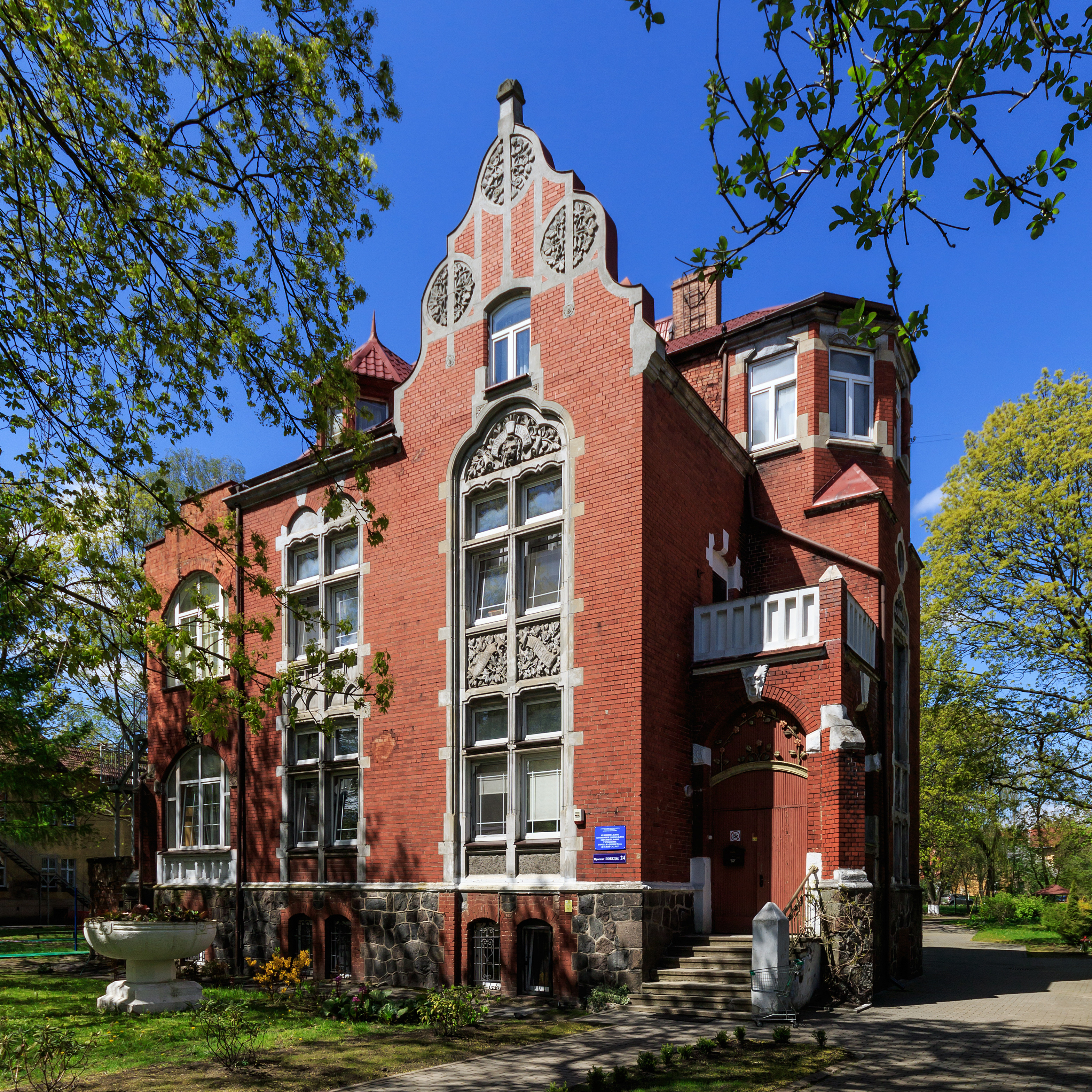
Вилла Шмидта

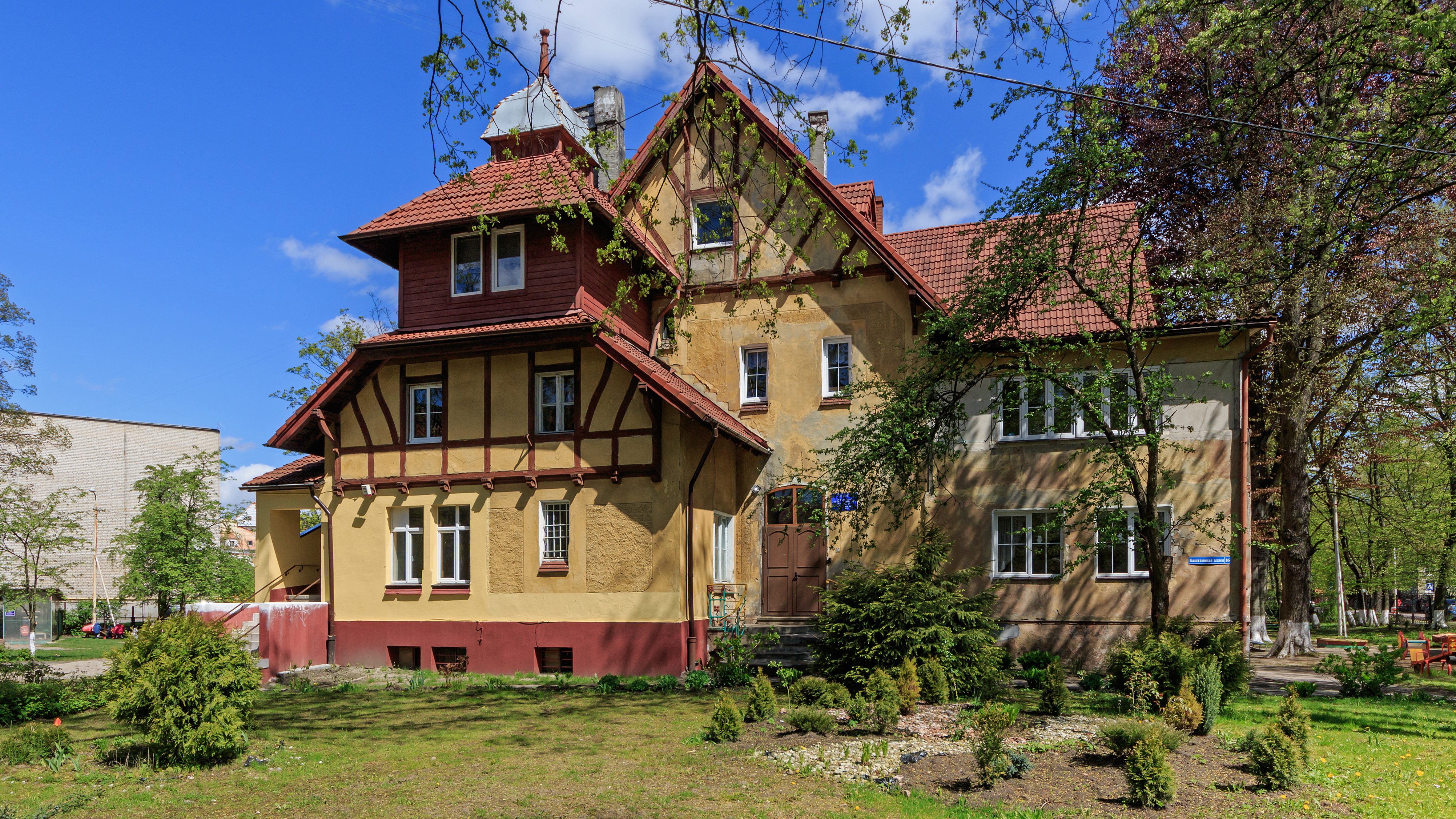
Вилла на Каштановой аллее, дом 16

Район был известен своими виллами. Уже в начале XX века виллы имели удобства: электричество, вода, газ, канализация. При застройке района, архитектор и вдохновитель Амалиенау — Фриц Хайтманн использовал свой любимый стиль сельского поместья, придерживаясь которого и проектировал большинство домиков и вилл. Каждый дом, даже самый маленький, каждая вилла построены по индивидуальному проекту.
При строительстве часто использовалось множество необычных деталей и украшений, необычные формы крыш, причудливые фахверки.
По задумке архитекторов, в Амалиенау должны были строиться богатые особняки с вычурной отделкой и различным декором. Этот план осуществился лишь частично, так как Первая мировая война, начавшаяся в 1914 году, внесла свои коррективы в застройку города. Поэтому к началу войны в Амалиенау были застроены не все улицы. Постепенно они, конечно, заполнились, но уже без той пышности. К тому же, планы архитекторов сбил и экономический кризис 1929 года. Кризис больно ударил и по Германии, и многие горожане не могли себе позволить богатую виллу. Как раз в этот период, около 1930 года появилось в районе первое трёхэтажное здание, чем была нарушена главная заповедь «колонии Амалиенау» — никакого строительства выше двух этажей.
После Второй мировой войны застройка Амалиенау (теперь уже часть Октябрьского района г. Калининграда) стала необходимостью, а не шиком. Несмотря на то, что война в большей степени пощадила этот район города, разрушения были.
После войны у новых властей города не было ни возможности, ни желания продолжать прежнюю градостроительную политику. Новые строения между уцелевшими домами, в основном никак не придерживались стиля и почти никак не украшались. Основной целью было построить максимально быстро и максимально дёшево дома для военных, оставшихся в городе, и переселенцев.
Восстанавливаемые уцелевшие дома тоже не подводились под их первоначальный вид. Многие виллы лишились своего богатого декора.

## Список достопримечательностей Амалиенау
- площади:
  - Штернплац — Площадь Звезды (от площади отходили улицы в шесть направлений)
  - Луизенплац — Площадь Луизы, королевы Пруссии
  - Фридрих-Вильгельмплац в честь короля Фридриха-Вильгельма
- улицы:
  - Кёрте-аллее — названа в честь обербургомистра Кёнигсберга Зигфрида Кёрте
- природные объекты:
  - Цвиллингтайх — Пруд Близнецов
- Кирхи:
  - Луизенкирха (сегодня — Театр Кукол)
  - Кирха Св. Адальберта (сегодня — Западное отделение ИЗМИРАН)

Почти все виллы имели индивидуальные названия — как правило, это имена их владельцев.
- Виллы:
  - Вилла Лео (1902, сегодня — проспект Победы, 26)
  - Вилла Шмидт (1903, проспект Победы, 24)
  - Вилла Руф (1905—1910, улица Кутузова, 8)
  - Вилла Маковски (1905, улица Кутузова, 7)
  - Вилла Штински (1906, улица Бородинская, 13; сейчас — Библиотека им. Гайдара)
  - Вилла Кроне (1906, Каштановая Аллея, 26-28)
  - Вилла Розенталь (улица Огарёва, 38)
  - Вилла Монторель (улица Огарёва, 23)
  - Вилла Иоахим (улица Огарёва)
  - Вилла Арон (1914)
  - Вилла Бростовски (улица Кутузова, 28) — названа в честь архитектора, принимавшего активное участие в создании района.

## Транспорт
С центром города Амалиенау был связан двумя трамвайными линиями. Одна из них проходила по улице Лавескер-аллее (нем. Lawesker Allee, сейчас — часть проспекта Мира и проспекта Победы) и шла далее в Ратсхоф и Юдиттен. По этой линии ходили трамвайные маршруты 4 и 7.
Вторая трамвайная линия проходила севернее, в коридоре между параллельными улицами Хагенштрассе (нем. Hagenstrasse, ныне — ул. Карла Маркса) и Штэгеманнштрассе (нем. Stägemannstrasse, ныне — улица Чернышевского). По этой линии проходили трамвайные маршруты 15 и 3. Сейчас по этой линии проходит 5 маршрут. Ранее по ней также ходил маршрут 6 (отменён в 2006 году) и маршрут 2 (отменен в 2010 году).
В 1913 году в северной части Амалиенау появился зал дирижаблей-«цеппелинов» — и в том же году на Девау стала базироваться военная авиация.